# Frédéric Wandelère
Frédéric Wandelère, né le 7 mars 1949 à Fribourg, est un poète, essayiste, traducteur et enseignant suisse romand.

## Biographie
Frédéric Wandelère est licencié ès Lettres de l'université de Genève. Il publie sa première œuvre littéraire chez l'Âge d'Homme en 1976 sous le titre de Velléitaires.
Son œuvre poétique composée de 8 recueils se veut être une célébration du monde, ne se limitant pas à la tristesse et au chagrin. Il y décrit des éléments du quotidien ancrés dans le réel. Il obtient l'un des prix fédéraux de littérature, décernés en décembre 2012 pour son recueil La Compagnie capricieuse.
Son amour pour les mots et la musique l'ont conduit à réaliser une conférence au Grand Théâtre de Genève sur la Castafiore.
Frédéric Wandelère a, en outre, traduit plusieurs ouvrages de langue allemande.
À côté de ses activités littéraires, Frédéric Wandelère est enseignant de français au collège Sainte-Croix, à Fribourg.

## Œuvre

### Recueils
- La Compagnie capricieuse, Genève, La Dogana, 2012
- Secours aux mauvaises herbes. Hilfe fürs Unkraut (bilingue français-allemand), Munich, Edition Lyrik Kabinett à Hanser, 2012
- Le Sort commun, Genève, Fondation Samuel Buffat, 1995
- Le Dilettante, Marseille, CIPM / Spectres familiers, 1991
- Quatre Tombeaux de vent, Fribourg, Le Feu de nuict, 1991
- Leçons de simplicité, Genève, La Dogana, 1988
- Velléitaires, Lausanne, L'Âge d'Homme, 1976

### Essais
- Les heures du thé, Droue-sur-Drouette, Éditions la Pionnière, 2023
- La Castafiore chante bien, Droue-sur-Drouette, Éditions la Pionnière, 2019

### Traductions
- Winterreise, Franz Schubert – Wilhelm Müller, Genève, La Dogana, 2011
- À tout jamais, Gustav Mahler, Genève, La Dogana, 2009
- L'Amour et la Vie d'une femme, Robert Schumann, Genève, La Dogana, 2006
- Le Tombeau d'Anacréon (Essais et traduction de lieder de Goethe, Eduard Mörike, Gottfried Keller, etc.), Hugo Wolf, Genève, La Dogana, 2004
- L'Œil voilé. La Nuit pleine de sirènes. Traces de chat, pattes levées, Beat Brechbühl, Carouge, Éditions Empreintes, 1998

### Anthologie
- Quatre poètes. Pierre Chappuis, Pierre-Alain Tâche, Pierre Voélin, Frédéric Wandelère, préface de Florian Rodari, Lausanne, Éditions l'Âge d'Homme, coll. « Poche Suisse » (n° 172), 1998.

## Sources
Bibliographie de Frédéric Wandelère par le site des prix suisses de littérature